# 橋詰利治
橋詰 利治（はしづめ としはる、1958年8月8日 - ）は、日本の農業研究者。
スイカ・メロンの品種育成技術及び栽培技術開発、機能性を研究対象とする。
株式会社萩原農場生産研究所事業戦略担当部長として、ゲノム情報を利用したスイカおよびメロンの品種育成並びに成分利用事業、海外展開事業に携わる。

## 来歴
奈良県に生まれる。奈良県立榛原高等学校を卒業し、大阪府立大学大学院農学研究科博士課程前期を修了。
1985年（昭和60年）4月、スイカ・メロンを専門に品種育成を行う株式会社萩原農場に入社以来、研究開発業務に携わる。入社同年に名古屋大学農学部にて研修し、組織培養技術を習得する。1986年（昭和61年） にスイカ・メロン栽培において土壌分析を行い残肥量や土壌の診断結果を基にした栽培体系を構築し、スイカおよびメロンの病害対策として種苗の検査体制を整える。
スイカの胚珠培養によるembryogenicなカルスの誘導からの大量増殖法や、低温期や曇雨天時における着果の安定化を図るための花粉用品種の育成並びに長期貯蔵花粉といった開発を手がけた。
1991年（平成3年）、園芸学会大会にて「スイカの胚珠培養による胚からのembryogenicなカルスの誘導」について研究発表する。農水省野菜・茶業試験場において、依頼研究員として遺伝子導入技術並びにDNA分析技術を習得し、スイカDNA品種識別技術を開発した。
1992年（平成4年）10月、農林水産省野菜・茶業試験場と「スイカF1品種の識別に用いる合成オリゴヌクレオチド>」を特許出願した 
。同年、DNA分析技術を導入し、DNAマーカーによるスイカF1種子の純度検定を開始する。この品種識別技術により、スイカF1種子純度検定に基づく種子の安定生産に寄与した。 1993年（平成5年）9月、農水省野菜・茶業試験場と「スイカの選抜に用いる合成オリゴヌクレオチド」を特許出願する。
1994年（平成6年）、RAPDマーカーによるスイカ連鎖地図を作成 。
2005年2月、奈良先端科学技術大学院大学とともに野生のスイカを探索するためボツワナを視察し、翌2006年1月にも 奈良先端科学技術大学院大学などと野生のウリ科植物探索のためボツワのカラハリ砂漠を視察する。9月、京都府立大学大学院農学研究科に「スイカ(Citrullus lanatus)におけるDNAマーカーの開発と利用、並びに野生スイカの育種素材としての利用に関する研究」と題した博士論文を提出し、農学博士号を取得した。
2009年（平成21年）4月　種子用スイカのエキスを利用したスイカ石鹸を開発、製造する。
2010年（平成22年）北里大学への依頼研究にて種子用スイカエキスの動物試験を行い、中性脂肪の低減効果を認める 。ラットやイヌの動物試験によりスイカエキス飲料「アクアシトルリン」が、中性脂肪低減と尿路結石原因物質の予防効果があることを示す。 スイカ品種の海外輸出に伴う品種保護のために大規模なスイカゲノム解析による品種識別技術の開発を行うともにスイカ品種ゲノムのデータベースを構築する。スイカスプラウトから抽出したエキスが、抗がん作用があることを発見する。
2011年（平成23年）農林水産省農山漁村6次産業化対策にかかる品種保護に向けたDNA品種識別技術確立事業に参画し、スイカｃDNAライブラーを構築し品種識別マーカーを開発する。
2012年（平成24年）農林水産省農山漁村6次産業化対策にかかる輸出拡大サポート事業の「品種保護に向けたＤＮＡ品種識別技術確立対策」に参画し、大規模なゲノム解析によりスイカのゲノムライブラリーを構築。
2013年（平成25年）農林水産省農山漁村6次産業化対策のうち知的財産の総合的活用推進事業（品種保護に向けたDNA品種識別技術実用化）に参画し、Radシーケンスに基づくスイカDNA品種識別マーカーを開発。 保護に向けたDNA品種識別技術実用化）に参画し、スイカゲノム情報に基づくスイカの品種識別SNPsマーカーセットを開発する。同年、同志社大学大学院生命医科学研究科アンチエイジングリサーチセンターへの試験依頼によりスイカ果実エキスに強い抗糖化作用を発見する。
2014 年（平成26年）農林水産省農山漁村 6 次産業化対策事業のうち知的財産の総合的活用推進事業（ 品種保護に向けた DNA 品種識別技術実用化）に参画し、スイカゲノム情報に基づくスイカの品種識別 SNPs マーカーセットを開発する。同年7月、中国山東司百客生物科技有限公司の依頼によりスイカ貯蔵花粉利用のための技術指導を行う。また、近畿大学農学部との委託研究によりスイカスプラウトエキスに抗がん作用があることを発見する。
2015年（平成27年）4月、スイカエキスを利用した飲料「アクアシトルリン」を開発、製造する。同年、近畿大学農学部との委託研究によりスイカ果実エキスに光皮膚老化抑制作用があることを発見する。
2016年（平成28年）、萩原農場生産研究所執行役員並びに事業戦略担当部長に就任。帝塚山大学への委託研究にてスイカ果実搾汁方法を開発する。農林水産省林水産物・食品輸出促進対策事業の種苗産業海外展開促進事業（品種保護に向けたDNA品種識別技術等の実用化事業）に参画し、開発されたSNPｓマーカーのスイカ品種保護 への広い実用性について検証。ヤマザキ学園大学との委託研究によるイヌの試飲試験においてスイカエキス飲料が中性脂肪の低下と尿路結石の原因物質に対する予防効果があることを示す。
2017年（平成29年）1月近畿大学農学部と共同で「スイカスプラウト由来物質を主成分とする加工食品と医薬組成物」を特許出願 。
2018年（平成30年）、三重大学、岐阜大学との共同研究によりスイカ果実エキスに強い光皮膚老化抑制作用がある新規化合物を発見する。2020年（令和2年）6月、三重大学、岐阜大学と共同で「スイカ由来の新規化合物とそれを用いた組成物」を特許出願。 
2021年（令和3年） ヤマザキ動物看護大学との委託研究で、スイカエキス飲料のイヌ試飲試験において、腸内細菌叢解析結果からの腸内環境を一定の状態に収束させる効果があることを示す。

## 論文
→橋詰利治 - Cinii　を参照。 